# Handbagage
Handbagage är den typ av bagage som passagerare får ta med sig till passagerarutrymmet i ett fordon istället för att behöva placera det i ett separat bagageutrymme. Ett exempel är handbagage som tas med till kabinen i ett flygplan vid flygresor.
På exempelvis tåg och flygplan finns det ett anpassat utrymme för handbagage, antingen under sittplatser eller i överskåp. Tåg har ofta bagagehyllor ovanför sätena och kan även (särskilt vid längre tågresor) ha bagageutrymme mellan ryggen på säten som är vända åt olika håll, eller i extra bagagehyllor, exempelvis vid ändarna av vagnen i närheten av dörrarna.

## Handbagage vid flygresor
Enligt en standard inom IATA får handbagaget vid en flygresa som störst vara 56 cm × 45 cm × 25 cm. Många flygbolag följer denna standard, medan en del flygbolag har snarlika regler rörande handbagage.

### Mått för handbagage hos flygbolag (i urval)
Siffror från 23 oktober 2013.
| Flygbolag       | Höjd  | Bredd | Längd | Maxvikt | Ref   |
| --------------- | ----- | ----- | ----- | ------- | ----- |
| Malmö Aviation  | 50 cm | 40 cm | 25 cm | 8 kg    | [ 2 ] |
| SAS             | 55 cm | 40 cm | 23 cm | 8 kg    | [ 2 ] |
| Norwegian       | 55 cm | 40 cm | 23 cm | 10 kg   | [ 2 ] |
| Finnair         | 56 cm | 45 cm | 25 cm | 8 kg    | [ 2 ] |
| Lufthansa       | 55 cm | 40 cm | 23 cm | 8 kg    | [ 2 ] |
| Air France      | 55 cm | 35 cm | 25 cm | 12 kg   | [ 2 ] |
| KLM             | 55 cm | 35 cm | 25 cm | 12 kg   | [ 2 ] |
| British Airways | 56 cm | 45 cm | 25 cm | 23 kg   | [ 2 ] |
| Ryan Air        | 40 cm | 25 cm | 20 cm | 10 kg   | [ 3 ] |

### Regler för handbagage vid flygresor inom EU (i urval)
Under januari 2014 infördes det regler inom EU angående vad man får ha med som handbagage vid flygresor inom EU. Dessa regler innebär bland annat:
- Varje enskild behållare som innehåller vätska får max rymma 100 ml. Det är samtidigt inte tillåtet att till exempel medföra en behållare som rymmer 150 ml men som enbart innehåller 75 ml vätska.[4]
- Det är tillåtet att ha med sig en helt tom behållare, oavsett dess storlek.[4]
- Flaskor, burkar, tuber och andra behållare ska placeras i en återförslutningsbar enliterspåse, som bland annat delas ut på flygplatsen. Behållarna ska få plats i påsen utan problem när påsen är stängd.[4]
- Varje passagerare som har biljett/boardingkort får endast ta med en enliters plastpåse som innehåller vätskebehållare.[4]
- Det är tillåtet att ta med livsmedel som inte ligger i vätska. Om livsmedlet ligger i vätska gäller reglerna om begränsning av vätskor i handbagage.[4]

## Kabinväska
En kabinväska är en väska lämplig för förvaring av handbagage vid exempelvis flygresor. Storleken på kabinväskor brukar vara anpassade till de begränsningar som flygbolag har för handbagage.